# 효성고등학교
효성고등학교(曉星高等學校)는 대한민국 경기도 성남시 수정구 심곡동에 있는 사립 고등학교이다.

## 학교 연혁
- 1953년 4월 21일 : 재단법인 효성학원 설립 인가
- 1954년 4월 8일 : 효성고등학교 제1회 입학
- 1957년 3월 5일 : 효성고등학교 제1회 졸업
- 2008년 1월 19일 : 초대 노재숙 이사장 취임
- 2008년 2월 18일 : 학교법인 대연학원으로 변경 인가
- 2008년 9월 25일 : 30학급으로 증설 인가
- 2009년 2월 20일 : 대연학사(기숙사) 증축(425m2)
- 2009년 9월 1일 : 경기도형 과학중점학교 지정
- 2018년 3월 1일 : 박주희 교장 취임
- 2020년 3월 2일 : 고교학점제 선도학교
- 2023년 12월 29일 : 제68회 졸업 9학급 168명(졸업생 누계 13,791명)
- 2024년 3월 4일 : 9개 학급 신입생 199명 입학

## 참고 자료
- 효성고등학교 - 한국교육학술정보원 학교알리미